# Umberto Gaudino
Umberto Gaudino (San Giorgio a Cremano, 18 aprile 1990) è un ballerino italiano.

## Biografia
Nato a San Giorgio a Cremano, Gaudino ha iniziato la sua attività agonistica di ballerino all'età di 5 anni. A 16 anni partecipa a numerosi tornei nazionali e internazionali che lo portano a far parte della nazionale italiana per le stagioni 2004, 2005 e 2008.
È arrivato secondo al Campionato italiano 2004 (Cat. 14 / 15 anni Classe internazionale), primo al Campionato italiano 2005 (Cat. 14 / 15 anni Classe internazionale), primo posto ai campionati di Alassio (anno 2005 - Cat. 14 / 15 anni Classe internazionale), terzo a quelli di Cervia (anno 2005 - Cat. 14 / 15 anni Classe internazionale), quinto al Campionato del mondo 2005, primo a Madrid nel 2006 (Categoria Youth 16/18 anni Classe internazionale) e secondo sempre a Madrid nel 2006 (Categoria Under 21 Classe internazionale).
Tra i suoi principali successi va annoverata la finale del campionato mondiale ed europeo nel 2008. L'anno successivo conquista il primo posto al campionato italiano (Categoria 19/34 anni, classe A1) e arriva finalista al Campionato italiano nel 2011.
Nell'edizione 2006/2007, Umberto Gaudino partecipa per la prima volta al programma televisivo di Rai 1 Ballando con le stelle. Nel ruolo di "maestro" gareggia con Martina Pinto, la coppia si classifica al 4º posto. La conduttrice della trasmissione, Milly Carlucci, nel 2011 lo riconferma abbinandolo sempre come maestro all'attrice Sara Santostasi con la quale raggiunge il 2º posto.
Al di là degli schermi televisivi, sua abituale compagna di ballo ed ex fidanzata è la danese Louise Heise. I due insieme hanno preso parte a numerose competizioni, salendo più volte sul podio.
Nel 2011 ha sostenuto gare in America, Cina, Francia, Serbia e Spagna.
Dirige la sezione di danza in una scuola di ballo nella sua città natale, chiamata "Non solo danza".
Il 2 febbraio 2019 è entrato a far parte della diciottesima edizione del talent show Amici come concorrente, dove ha avuto accesso alla fase finale, uscendo dal programma nella settima puntata, classificandosi alla sesta posizione. Durante la puntata finale di Amici, Umberto entra a far parte del cast di ballerini professionisti, come offertogli da Maria De Filippi.
A maggio 2020 Umberto fa parte del cast di Amici Speciali come concorrente.